# 스페인 U-23 축구 국가대표팀
스페인 U-23 축구 국가대표팀 혹은 스페인 U-23 대표팀은 올림픽 경기에서 스페인을 대표로 출전하는 축구 팀이다. 선수단은 23세 이하 선수들로 한정되며, 예외적으로 올림픽에선 나이 제한을 초과한 선수 (와일드카드) 세 명까지 구성이 허용된다. 스페인 U-23 팀은 스페인 축구를 관장하는 스페인 왕립 축구 연맹의 관리를 받고 있으며 1992년 대회 이래로 5번의 대회에서 금메달 2개(1992년, 2024년), 은메달 두 개 (2000년, 2020년)를 획득했다.

## 역사

### 1920–1988년 올림픽
훗날의 대회들과는 달리, 올림픽에선 성인이나 아마추어 팀들이 참가하고는 했었다. 스페인의 첫 올림픽 축구 참가는 1920년 앤트워프 대회였다. 14개 팀이 대회에 출전하였는데 대회는 넉아웃 방식을 기반으로 했다. 12개 팀이 1라운드에 참여했고, 1 라운드의 승자 6 팀이 개최 팀 (벨기에)과 부전승으로 올라온 프랑스와 8강에 합류했다. 국제대회에 처음 참가한 체코슬로바키아는 유고슬라비아 (이 대회에서 첫 국제 경기를 치름), 노르웨이, 프랑스를 완파하며, 결승전에 도달했다. 벨기에는 결승전에 안착하면서 재능있는 팀 스페인 그 뒤에 네덜란드를 제압했다. 벨기에는 영국인 심판 존 루이스의 판정에 불만을 가졌던 체코슬로바키아가 결승전 중에 항의로 나가버리며 부전승으로 금메달을 획득했다. 베리발 방식 (The Bergvall System)이 2 라운드, 3 라운드를 결정하는 데 사용되었다. 8강에서 탈락한 팀들의 플레이오프 경기에서, 스페인이 스웨덴을 2-1 그리고 이탈리아를 2-0으로 제압하며 승자가 되었다. 일반적으로, 스페인은 그 뒤에 결승전 패배 팀과 경기를 했어야 하나, 체코슬로바키아가 대회 참가를 박탈당하였다. 이로 인해 스페인이 금메달 팀 벨기에에 준결승에서 패한 네덜란드를 상대로 은메달 결정전으로 향했고, 스페인은 3-1로 승리했다.
1924년 대회는 스페인이 이탈리아에 1-0으로 지며 대회 1 라운드만에 탈락하여 성공적이지 못하였다.
1928년 올림픽에선, 좋았다가 나빠졌다. 스페인은 두려움의 대상이었다. 지난 올림픽 대회 이래로, 단 한 차례만을 패한 팀의 기세는 앞으로 수 년 간 이어질, 이번 대회에서 그들에게 불리하게 작용했을 것이다. 첫 경기에서 노련한 주장인 페드로 바야나를 잃은 것은 몹시 큰 타격이었을 것이다. 스페인은 멕시코를 7–1로 승리하며 시작하였고, 이탈리아와 1–1 무승부를 거두는데 이것이 재경기를 치르게 하였다. 재경기에서 스페인은 결국에 1–7로 패했다.
스페인 축구 대표팀은 멕시코에서 열린 1968년 대회까지 올림픽 대회가 되어서야 다시 참가할 수 있었다. 이번 대회에서 대표팀은 21세 이하 아마추어 팀으로 출전했고 8강에 진출했으나 개최국에 패했다. 한편, 공산권 국가들은 대회 규칙의 허점을 이용하여 일류 프로팀 선수들이 출전했다.
대표팀 소속으로 마지막 두 번의 대회는 1976년과 1980년 대회였으며, 이 대회들에서 스페인은 동구권의 1군 팀들에 무기력해지며 조별 예선을 통과하지 못했다.

### 1992년 하계 올림픽에서 데뷔와 금메달
1992년 하계 올림픽 축구 부문은 첫 23세 이하 선수로 된 대회였다. 스페인은 출전권을 얻었는데 개최국이었기 때문이었다. 대표팀에 대한 기대들이 컸고 이를 실망시키지 않았다. 스페인은 조별 예선을 통과하고, 8강에서 오랜 라이벌인 이탈리아를 꺾고, 마지막으로 결승전에서 폴란드를 3-2로 이기며 첫 금메달을 따냈다.

### 1996년 올림픽
그 뒤에 하비에르 클레멘테가 지휘했던 스페인은 다음 올림픽에 참가할 수 있었다. “라 로히타”는 지난 대회의 성공을 재현하지 못했고 준우승 팀이었던 8강에 탈락했다.

### 2000년 시드니 하계 올림픽에서 은메달
스페인 대표팀은 2000년 대회에 참가하며 올림픽 3 연속으로 출전했다. 이냐키 사에스가 이끌었던 스페인은 두 번째 결승전에 진출했지만 카메룬에 패하며 금메달을 획득하는 데는 실패했다. 스페인은 전반전에 2–0으로 앞서나갔으나 후반전에 이반 아마야 (또한 페널티킥을 실축함)의 자책골과 그 뒤 5분 후에 터진 사무엘 에투의 골로 모든 것이 바뀌었고, 2–2 동점이 되었다. 점수는 연장 이후에도 변치 않았고 경기는 스페인이 5-3으로 지며 승부차기로 결정되었다.

### 2012년 하계 올림픽
8년간 참가를 못한 뒤, 스페인은 루이스 미야의 지휘하에 2011년 UEFA U-21 축구 선수권 대회를 우승하며 2012년 하계 올림픽 출전을 했다. 대표팀은 조별 예선에서 일본, 온두아스, 모로코와 맞붙기로 예정되었다. 대회 시작 전, 스페인은 올림픽에 참가하는 팀들과 세 차례 친선 경기를 치렀는데, 이 중 첫 경기는 이집트를 3-1로 잡고, 그 뒤에는 세네갈에 0-2로 졌으며, 5잂뒤에 멕시코를 1–0으로 이겼다. 올림픽 본선에서 스페인은 일본에 충격적인 1-0 패배와 온두라스의 논란의 패배 이후 조별 예선에서 탈락했다. 이 뒤에 모로코와 0–0으로 비기며, 단 한 골도 못 넣은 채 첫 스페인의 조별 예선 탈락을 해야 했다. 루이스 미야는 다음날 23세 이하 그리고 21세 이하 대표팀에서 경질되었고 훌렌 로페테기로 대체되었다.

### 2020년 도쿄 올림픽에서 은메달
스페인은 2019년 UEFA U-21 축구 선수권 대회를 우승하며 2020년 하계 올림픽에 출전했다. UEFA 유로 2020에 출전했던 우나이 시몬, 파우 토레스, 에릭 가르시아, 페드리, 미켈 오야르사발, 다니 올모 등 여섯 명의 스페인 선수들은 루이스 데 라 푸엔테의 지도하 올림픽 대표팀에서 중대한 역할을 했다. ‘라 로히타’는 결승전에 진출했으나, 연장 끝에 브라질에 2–1로 패했다.

## 경기 결과 및 일정
다음은 지난 열두 달간의 경기 결과와 더불어 계획이 잡힌 향후의 경기들에 관한 목록이다.
표
  승
  무
  패
  일정

### 2021년
| 기린 챌린지컵 (24세 이하) 7월 17일 | 일본       | 1–1                       | 스페인       | Hyogo, Japan                                                             |  |  |
| 19:20 UTC+9                        | - 도안 42′ | Source (JFA) Report (JFA) | - 솔레르 78′ | 경기장: 노에비어 스타디움 고베 관중 수: 4,909 심판: Yusuke Araki (Japan) |  |  |
|                                    |            |                           |              |                                                                          |  |  |

| 2020년 하계 올림픽 조별 예선 C조 7월 22일 | 이집트 | 0–0           | 스페인 | Sapporo, Japan                                   |  |  |
| 16:30 UTC+9                               |        | Report (FIFA) |        | 경기장: 삿포로 돔 심판: Adham Makhadmeh (Jordan) |  |  |
|                                           |        |               |        |                                                  |  |  |

| 2020년 하계 올림픽 조별 예선 C조 7월 25일 | 오스트레일리아 | 0–1           | 스페인           | Sapporo, Japan                                           |  |  |
| 19:30 UTC+9                               |                | Report (FIFA) | - 오야르사발 81′ | 경기장: 삿포로 돔 심판: Bamlak Tessema Weyesa (Ethiopia) |  |  |
|                                           |                |               |                  |                                                          |  |  |

| 2020년 하계 올림픽 조별 예선 C조 7월 28일 | 스페인       | 1–1           | 아르헨티나   | Saitama, Japan                                                     |  |  |
| 20:00 UTC+9                               | - 메리노 66′ | Report (FIFA) | - 벨몬테 87′ | 경기장: 사이타마 스타디움 2002 심판: Ismail Elfath (United States) |  |  |
|                                           |              |               |              |                                                                    |  |  |

| 2020년 하계 올림픽 8강 7월 31일 | 스페인                                                          | 5–2 (연장전) | 코트디부아르                | Rifu, Japan                                                |  |  |
| 17:00 UTC+9                     | - 올모 30′ - 미르 90+3′, 117′, 120+1′ - 오야르사발 98′ (페널티) |              | - 베일리 10′ - 그라델 90+1′ | 경기장: 미야기 스타디움 심판: Jesus Valenzuela (Venezuela) |  |  |
|                                 |                                                                 |              |                             |                                                            |  |  |

| 2020년 하계 올림픽 준결승 8월 3일 | 일본 | 0–1 (연장전) | 스페인          | Saitama, Japan                                           |  |  |
| 20:00 UTC+9                       |      | 리포트       | - 아센시오 115′ | 경기장: 사이타마 스타디움 2002 심판: Kevin Ortega (Peru) |  |  |
|                                   |      |              |                 |                                                          |  |  |

| 2020년 하계 올림픽 결승 8월 7일 | 브라질                     | 2–1 (연장전) | 스페인           | Yokohama, Japan                                                    |  |  |
| 20:30 UTC+9                     | - 쿠냐 45+2′ - 마우콩 108′ | 리포트       | - 오야르사발 61′ | 경기장: 인터내셔널 스타디움 요코하마 심판: Chris Beath (Australia) |  |  |
|                                 |                            |              |                  |                                                                    |  |  |

## 선수단
다음 선수들은 2020년 하계 올림픽 선수단에 소집되었다.
| 번호 | 위치 | 선수              | 생년월일 (나이)        | 출전 | 득점 | 소속              |
| ---- | ---- | ----------------- | ---------------------- | ---- | ---- | ----------------- |
| 1    | GK   | 우나이 시몬*      | 1997년 6월 11일(27세)  | 7    | 0    | 아틀레틱 빌바오   |
| 13   | GK   | 알바로 페르난데스 | 1998년 4월 13일(27세)  | 1    | 0    | 우에스카          |
| 22   | GK   | 이반 비야르       | 1997년 7월 9일(27세)   | 0    | 0    | 셀타              |
|      |      |                   |                        |      |      |                   |
| 2    | DF   | 오스카르 밍게사   | 1999년 5월 13일(25세)  | 3    | 0    | 바르셀로나        |
| 3    | DF   | 마르크 쿠쿠레야   | 1998년 7월 22일(26세)  | 6    | 0    | 헤타페            |
| 4    | DF   | 파우 토레스*      | 1997년 1월 16일(28세)  | 7    | 0    | 비야레알          |
| 5    | DF   | 헤수스 바예호     | 1997년 6월 5일(27세)   | 5    | 0    | 레알 마드리드     |
| 12   | DF   | 에릭 가르시아*    | 2001년 1월 9일(24세)   | 7    | 0    | 바르셀로나        |
| 18   | DF   | 오스카르 힐       | 1998년 4월 26일(27세)  | 5    | 0    | 에스파뇰          |
| 20   | DF   | 후안 미란다       | 2000년 1월 19일(25세)  | 5    | 0    | 베티스            |
|      |      |                   |                        |      |      |                   |
| 6    | MF   | 마르틴 수비멘디   | 1999년 2월 2일(26세)   | 6    | 0    | 레알 소시에다드   |
| 8    | MF   | 미켈 메리노       | 1996년 6월 22일(28세)  | 6    | 1    | 레알 소시에다드   |
| 10   | MF   | 다니 세바요스     | 1996년 8월 7일(28세)   | 2    | 0    | 레알 마드리드     |
| 14   | MF   | 카를로스 솔레르   | 1997년 1월 2일(28세)   | 7    | 1    | 발렌시아          |
| 15   | MF   | 존 몬카욜라       | 1998년 5월 13일(26세)  | 6    | 0    | 오사수나          |
| 16   | MF   | 페드리*           | 2002년 11월 25일(22세) | 7    | 0    | 바르셀로나        |
| 17   | MF   | 하비 푸아도       | 1998년 5월 25일(26세)  | 3    | 0    | 에스파뇰          |
|      |      |                   |                        |      |      |                   |
| 7    | FW   | 마르코 아센시오   | 1996년 1월 21일(29세)  | 7    | 1    | 레알 마드리드     |
| 9    | FW   | 라파 미르         | 1997년 6월 18일(27세)  | 7    | 3    | 울버햄턴 원더러스 |
| 11   | FW   | 미켈 오야르사발*  | 1997년 4월 21일(28세)  | 7    | 3    | 레알 소시에다드   |
| 19   | FW   | 다니 올모*        | 1998년 5월 7일(26세)   | 7    | 1    | RB 라이프치히     |
| 21   | FW   | 브라이언 힐       | 2001년 2월 11일(24세)  | 6    | 0    | 토트넘 홋스퍼     |

## 역대 감독
| 감독        | 임기 |
| ----------- | ---- |
| 루이스 미야 | 2012 |

## 수상
올림픽
- 금메달 (1회) 1992
- 은메달 (3회): 1920, 2000, 2020

## 대회 출전 및 결과

### 올림픽
황금색 배경은 스페인이 해당 대회를 우승했음을 가리킨다.
| 올림픽 기록 | 올림픽 기록 | 올림픽 기록 | 올림픽 기록 | 올림픽 기록 | 올림픽 기록 | 올림픽 기록 | 올림픽 기록 | 올림픽 기록 | 올림픽 기록 |           |
| 연도        | 라운드      | 순위        | 경기        | 승          | 무*         | 패          | 득점        | 실점        | 선수단      |           |
| ----------- | ----------- | ----------- | ----------- | ----------- | ----------- | ----------- | ----------- | ----------- | ----------- | --------- |
| 1992        | 금메달      | 1위         | 6           | 6           | 0           | 0           | 14          | 2           | 선수단      |           |
| 1996        | 8강         | 6위         | 4           | 2           | 1           | 1           | 5           | 7           | 선수단      |           |
| 2000        | 은메달      | 2위         | 6           | 4           | 1           | 1           | 12          | 6           | 선수단      |           |
| 2004        | 진출 실패   | 진출 실패   | 진출 실패   | 진출 실패   | 진출 실패   | 진출 실패   | 진출 실패   | 진출 실패   | 진출 실패   | 진출 실패 |
| 2008        | 진출 실패   | 진출 실패   | 진출 실패   | 진출 실패   | 진출 실패   | 진출 실패   | 진출 실패   | 진출 실패   | 진출 실패   | 진출 실패 |
| 2012        | 조별리그    | 14위        | 3           | 0           | 1           | 2           | 0           | 2           | 선수단      |           |
| 2016        | 진출 실패   | 진출 실패   | 진출 실패   | 진출 실패   | 진출 실패   | 진출 실패   | 진출 실패   | 진출 실패   | 진출 실패   | 진출 실패 |
| 2020        | 은메달      | 2위         | 6           | 3           | 2           | 1           | 9           | 5           | 선수단      |           |
| 2024년      | 본선 진출   | 본선 진출   | 본선 진출   | 본선 진출   | 본선 진출   | 본선 진출   | 본선 진출   |             |             |           |
| 합계        | 금메달 1    | 6/9         | 25          | 15          | 5           | 5           | 40          | 22          | –           |           |

| 첫 경기          | 스페인 4–0 콜롬비아 (1992년 7월 24일; 스페인 발렌시아) |
| 최다 점수차 승리 | 스페인 4–0 콜롬비아 (1992년 7월 24일; 스페인 발렌시아) |
| 최다 점수차 패배 | 스페인 0–4 아르헨티나 · (1996년 7월 27일; 미국 버밍햄) |
| 최고 성적        | 1992년 대회 금메달                                     |
| 최악 성적        | 2012년 대회 조별 예선                                  |

- 별표 표시는 승부차기로 결정된 경기들을 포함한다.
- 황금색 배경은 1위로 마쳤음을 나타낸다. 은색 배경은 2위로 마쳤음을 나타낸다.
- 붉은색 배경은 대회가 자국에서 열렸음을 나타낸다.

### UEFA U-23 축구 챌린지 컵
이 대회는 복싱의 타이틀 벨트 전과 기본적으로 유사하게 치러졌다. 타이틀 보유 팀은 무작위로 선정된 팀과 경기하였다.
| 날짜            | 우승         | 준우승 | 경기장                |
| 1969년 6월 18일 | 유고슬라비아 | 스페인 | 유고슬라비아 노비사드 |

### UEFA U-23 축구 선수권 대회
| 연도 | 라운드    | 경기      | 승        | 무        | 패        | 득점      | 실점      |
| ---- | --------- | --------- | --------- | --------- | --------- | --------- | --------- |
| 1972 | 조별 예선 | 2         | 0         | 1         | 1         | 2         | 3         |
| 1974 | 진출 실패 | 진출 실패 | 진출 실패 | 진출 실패 | 진출 실패 | 진출 실패 | 진출 실패 |
| 1976 | 진출 실패 | 진출 실패 | 진출 실패 | 진출 실패 | 진출 실패 | 진출 실패 | 진출 실패 |
| 합계 | 0/3       | 2         | 0         | 1         | 1         | 2         | 3         |

### 지중해 게임
| 지중해 게임 기록 | 지중해 게임 기록 | 지중해 게임 기록 | 지중해 게임 기록 | 지중해 게임 기록 | 지중해 게임 기록 | 지중해 게임 기록 | 지중해 게임 기록 | 지중해 게임 기록 |
| 연도             | 라운드           | 순위             | 경기 수          | 승               | 무*              | 패               | 득점             | 실점             |
| ---------------- | ---------------- | ---------------- | ---------------- | ---------------- | ---------------- | ---------------- | ---------------- | ---------------- |
| 2005             | 금메달           | 1위              | 4                | 3                | 1                | 0                | 9                | 1                |
| 합계             | 금메달 1         | 1/1              | 4                | 3                | 1                | 0                | 9                | 1                |

## 같이 보기

### 남자
- 스페인 축구 국가대표팀
- 스페인 U-23 축구 국가대표팀
- 스페인 U-21 축구 국가대표팀
- 스페인 U-20 축구 국가대표팀
- 스페인 U-19 축구 국가대표팀
- 스페인 U-18 축구 국가대표팀
- 스페인 U-17 축구 국가대표팀
- 스페인 U-16 축구 국가대표팀
- 스페인 U-15 축구 국가대표팀

### 여자
- 스페인 여자 축구 국가대표팀
- 스페인 여자 U-23 축구 국가대표팀
- 스페인 여자 U-20 축구 국가대표팀
- 스페인 여자 U-19 축구 국가대표팀
- 스페인 여자 U-17 축구 국가대표팀